# Chitose
Chitose (千歳市, Chitose-shi) és una ciutat i municipi de la subprefectura d'Ishikari, a Hokkaido, al Japó. Chitose es troba a la rodalia de Sapporo i forma part de la seua àrea d'influència metropolitana. La ciutat és coneguda per ser el lloc on es troba el Nou Aeroport de Chitose, el més gran de l'illa i una pagoda de la Pau de Nipponzan-Myōhōji-Daisanga, construïda el 1978.

## Geografia
Chitose es troba a la subprefectura d'Ishikari i limita al nord amb el municipi d'Eniwa i al sud amb Tomakomai.

## Història
El nom de Chitose prove del topònim en llengua ainu Shikot, el qual vol dir "gran depressió", referint-se al llac Shikotsu. En japonés aquest nom (Shikotsu) és fonèticament paregut a "ossos de morts" i per això va ser canviat a Chitose.

### Cronologia
- 1880: Es funda el municipi de Chitose com a unió dels municipis de Chitose, Osatsu, Usakumai, Rankoshi, Izari i Shimamatsu).
- 1897: El municipi d'Eniwa, format pels antics municipis d'Izari i Shimamatsu, se separa de Chitose.
- 1915: Chitose passa a ser municipi de segona classe.
- 1939: Chitose passa a ser municipi de primera classe.
- 1942: Chitose passa a tindre l'status de poble.
- 1945-1951: Chitose té una base de l'exèrcit d'ocupació estatunidenc.
- 1958: L'1 de juliol Chitose passa a tindre l'estatus de ciutat.

## Política

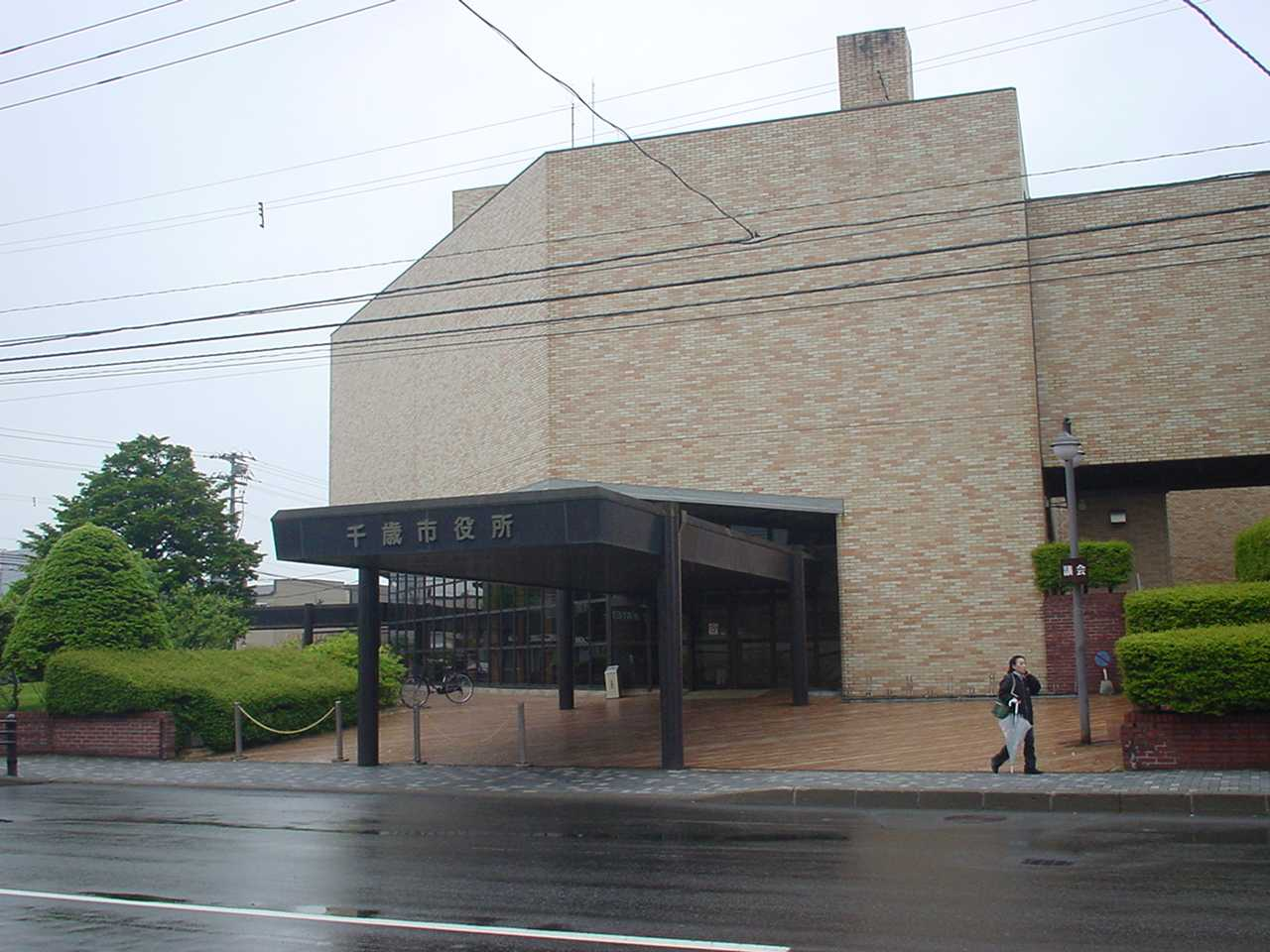
Edifici de l'ajuntament de Chitose

### Assemblea municipal
La composició del ple municipal de Chitose és la següent:
| Partit | Partit                                        | Partit  | Regidors |
| ------ | --------------------------------------------- | ------- | -------- |
|        | Partit Liberal Democràtic                     | PLD     | 13 / 23  |
|        | Partit Democràtic Constitucional-Independents | PDC-Ind | 4 / 23   |
|        | Kōmeitō                                       | KMT     | 4 / 23   |
|        | Partit Comunista del Japó                     | PCJ     | 1 / 23   |
|        | Independents                                  |         | 1 / 23   |
|        | Escons vacants                                |         | 0 / 23   |

### Alcaldes
En aquesta taula només es reflecteixen els alcaldes democràtics, és a dir, des de l'any 1947 (en el cas de Chitose, des de 1958).
| Període   | Alcalde             | Partit |
| --------- | ------------------- | ------ |
| 1958-1959 | Yukichi Yamazaki    | Ind.   |
| 1959-1975 | Tadao Yoneda        | Ind.   |
| 1975-1987 | Motoji Higashimine  | Ind.   |
| 1987-1991 | Kenzō Umesawa       | Ind.   |
| 1991-2003 | Takashi Higashikawa | Ind.   |
| 2003-     | Kōtarō Yamaguchi    | PLD    |

## Demografia
Chitose, al llarg del temps i especialment des de mitjans de la dècada de 1950 ha començat a créixer de manera ràpida gràcies en part també al creixement de Sapporo, de la qual és una ciutat dormitori. Només des de 1920 fins a 2010, la ciutat va créixer de 5.366 habitants a 93.630 habitants. Chitose és un dels pocs municipis de Hokkaido que tenen un creixement positiu i, actualment, és la dècima ciutat en població de Hokkaido.
| 1920  | 1950   | 1960   | 1970   | 1980   | 2000   | 2015   |
| ----- | ------ | ------ | ------ | ------ | ------ | ------ |
| 5.366 | 20.030 | 44.522 | 56.118 | 66.788 | 78.946 | 95.648 |

## Transport
- Nou Aeroport de Chitose: Construït l'any 1988 sobre el lloc d'una antiga base de les forces aèries japoneses, aquest aeroport internacional és el més gran de Hokkaido i la porta d'entrada a aquesta illa. L'aeroport presta servei principalment a l'àrea metropolitana de Sapporo. Actualment a l'aeroport diverses aerolínies nacionals i internacionals que volen a destins regionals, nacionals i internacionals com Asahikawa, Tòquio, Osaka o Seül.
- JR Hokkaidō: El municipi dona nom a la línia Chitose, la qual és la principal de la zona. La línia Principal Muroran passa pel municipi, però no es deté a cap estació.

## Ciutats agermanades
- Anchorage, Alaska, EUA (1968)
- Ibusuki, prefectura de Kagoshima, Japó (1994)
- Kongsberg, Noruega (1988)
- Changchun (Hsinking), província de Jilin, RPX (2004)